# Brookville BL20CG

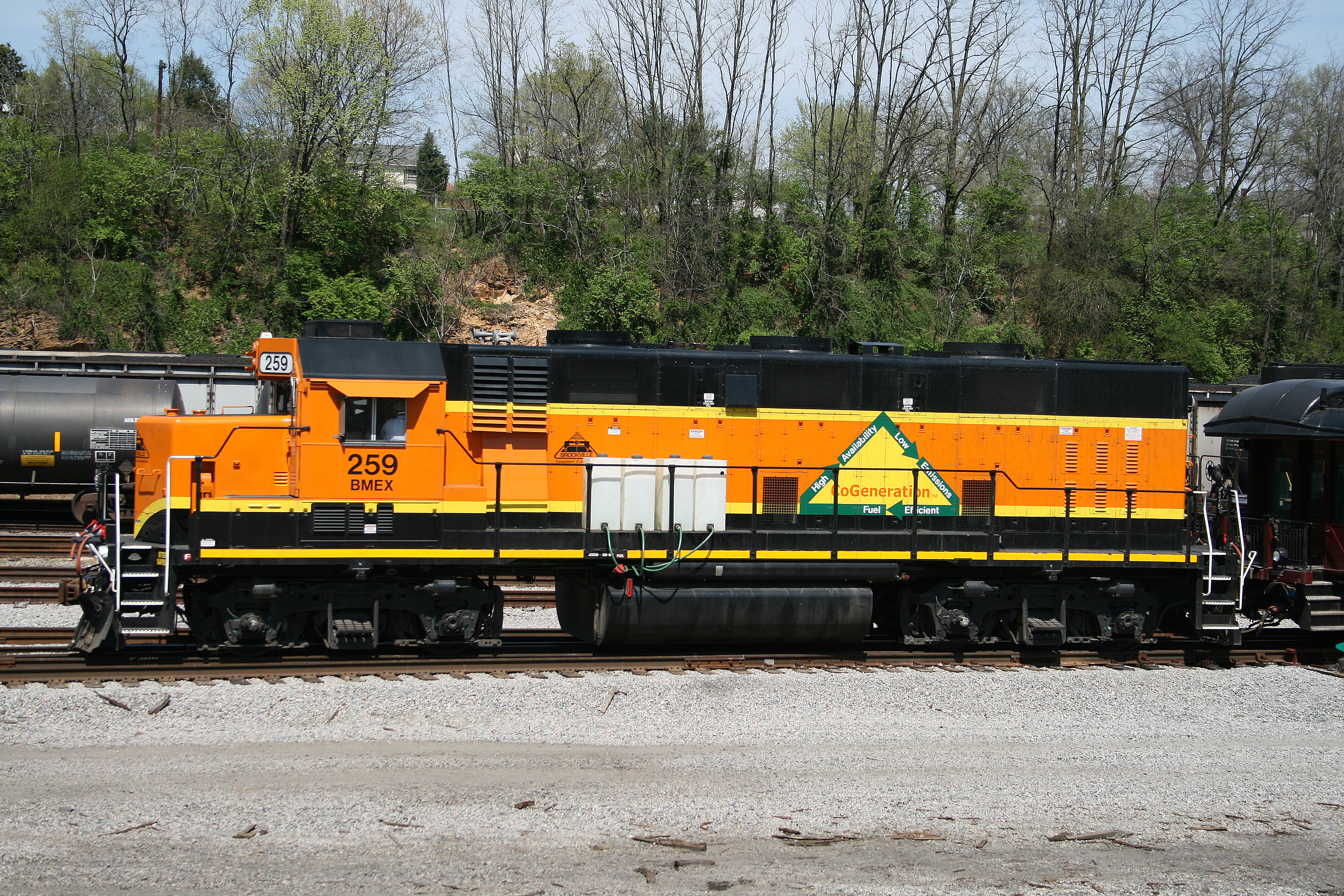
Le démonstrateur original.

La Brookville BL20CG est une locomotive diesel-électrique construite par la Brookville Equipment Corporation en 2008. Elle utilise trois moteurs Cummins QSK-19, chacun évalué à 700 chevaux (520 kW), pour un total de 2 100 chevaux (1 600 kW). Le BL20CG original est un EMD GP38 reconstruit qui appartenait autrefois au Maine Central Railroad et est utilisé par Brookville comme démonstrateur.
En combinant la configuration standard avec des filtres d'échappement à particules, Brookville affirme que son unité CoGen peut réduire les émissions d'hydrocarbures jusqu'à 97 %, les émissions de NOx de 65 %, les émissions de CO de 75 % et les émissions de particules de 93 %.

## Sources et références
1. 1 2  « Brookville Equipment "CoGen" Genset Switchers », sur www.trainweb.org (consulté le 3 juillet 2022)